# Arnold Schönhage
Arnold Schönhage (ur. 1 grudnia 1934 roku w Bad Salzuflen) – niemiecki matematyk i informatyk, emerytowany profesor uniwersytetów w Bonn, Konstancji oraz Tybindze. Wraz z Volkerem Strassenem jest autorem algorytmu asymptotycznie szybkiego mnożenia liczb całkowitych bazującym na szybkiej transformacji Fouriera. Jest autorem ponad 60 publikacji naukowych. 

## Życiorys
W latach 1955–1959 studiował matematykę oraz fizykę na Uniwersytecie Kolońskim, gdzie obronił pracę pod tytułem O wzroście funkcji złożonych. W 1963 roku uzyskał habilitację, a jego rozprawa nosiła tytuł Optimale Punkte für Differentiation und Integration (pol. Optymalne punkty do różniczkowania i całkowania). Do 1965 roku udało mu się zbudować na macierzystej uczelni centrum komputerowe Instytutu Matematyki Stosowanej. Następnie został wykładowcą, doradcą naukowym, a w końcu profesorem Instytutu Matematyki. 
Jako profesor matematyki w 1969 roku przeniósł się na Uniwersytet w Konstancji, a w 1972 roku na Uniwersytet w Tybindze. W 1989 roku został profesorem matematyki na Uniwersytecie w Bonn. Przeszedł na emeryturę w 2000 roku. 
W 1989 roku wygłosił wykład plenarny na Międzynarodowym Kongresie Matematyków w Berkeley pod tytułem Rozwiązywanie równań pod względem złożoności obliczeniowej (ang. Equation solving in terms of computational complexity). 

## Dorobek naukowy
Zajmuje się on głównie teorią aproksymacji i szybkich algorytmów w matematyce numerycznej, ze szczególnym uwzględnieniem szybkiego wykonywania standardowych obliczeń takich jak mnożenie dużych liczb całkowitych, wielomianów oraz macierzy, a także szybkim obliczaniem funkcji elementarnych jak funkcja wykładnicza i funkcje trygonometryczne dla dużej precyzji. Wraz z Volkerem Strassenem opracował w 1971 roku algorytm szybkiego mnożenia liczb całkowitych i wielomianów, nazwany później algorytmem Schönhage–Strassena. 
Wraz z Andreasem Grotefeldem i Ekkehartem Vetterem rozwija tzw. procesor Turinga. Jest to program do wykonywania szybkich i niezawodnych obliczeń na dużych liczbach zmiennoprzecinkowych. 